# Gunnar Bramstång
Nils Åke Gunnar Bramstång, född den 13 juni 1932 i Varberg, död den 5 juli 2019, var en svensk jurist som var verksam vid såväl Lunds som Uppsala universitet.

## Biografi
Gunnar Bramstång var son till rådmannen Nils Bramstång och dennes hustru Elsa Nelson. Efter studentexamen i Varberg inskrevs Bramstång 1951 vid Lunds universitet där han 1955 blev filosofie kandidat. Han fortsatte därefter med studier i juridik, överflyttade 1958 till Uppsala universitet där han senare samma år blev juris kandidat. Han återvände sedan till Lund där han blev juris licentiat 1963. Påföljande år disputerade han på avhandlingen Förutsättningarna för barnavårdsnämnds ingripande mot asocial ungdom, och promoverades i maj 1965 till juris doktor.
Redan före promotionen hade Bramstång utnämnts till docent i offentlig rätt och 1967 avancerade han till preceptor (biträdande professor) i samma ämne. År 1977 utnämndes han till ordinarie professor i samma ämne i Uppsala, men återkom 1985 till Lund och motsvarande professur där, vilken han innehade till sin pensionering. Åren 1973–1977 och 1989–1993 var han även dekanus för juridiska fakulteten vid Lunds universitet.
Bramstång bedrev juridiskt författarskap och gavs även av Lunds universitet uppdrag att avge remissvar i ärenden som rör offentlig rätt, till exempel promemorian Adelns offentligrättsliga status.
Gunnar Bramstång var under många år (1970–1998) inspector för Hallands nation i Lund.

### Familj
Gunnar Bramstång gifte sig 1955 med Evelyn Nilsson (1932–2018). Makarna är begravda på Norra kyrkogården i Lund.